# Кушоки
Кушоки́ (каз. Қушоқы) — селище у складі Бухар-Жирауського району Карагандинської області Казахстану. Адміністративний центр та єдиний населений пункт Кушокинської селищної адміністрації.
Населення — 3308 осіб (2021; 4308 у 2009, 4284 у 1999, 4760 у 1989).
Станом на 1989 рік селище мало статус селища міського типу і перебувало у складі Молодіжного району.

## Історія
Селище було засноване у 1880-их роках при розробках Куу-Чекінського родовища кам'яного вугілля. Перша заявка на родовище була зроблена гірничим інженером Груаманом 1881 року, а розвідка розпочата промисловцем Розенбауманом, який пройшов 4 шурфи глибиною 5 м. Запаси вугілля потужністю до 4 м приваблює сюди іншого промисловця Дерова, який 1893 року проходить один шурф. 1894 року Західно-Сибірська гірнича партія на чолі з А. А. Краснопольським проходить 11 шурфів. Подальший видобуток був неможливий через ґрунтові води, однак 1895 року Деров проводить додаткову розвідку. 1910 року Курдаков купив 3 відводи у Дерова. 1941 року геологічну розвідку почала Киргизька партія на чолі з геологами А. Є. Вознесенським та А. А. Снятковим на замовлення фірми «Вогау». Однак початок другої світової війни зупинив усі роботи. Тим часом у сусідніх селищах Багаторінський, Петровський, Семеновський, Джартаський та Астаховський проводився видобуток вугілля до ґрунтових вод. 1921 року дослідження родовища проводив геолог А. А. Гапеєв на замовлення Геологічного комітету, який підтвердив його перспективність. 1932 року на родовище була направлена партія Карагандинської геологорозвідницької бази Казгеологтреста. 1936 року на замовлення Головвуглегеології Карагандинське геологорозвідницьке бюро проводило додаткову розвідку. Роботами керувала геолог Семенова З. П., яка дослідила 10 пластів площею 12 км² та провела підрахунки запасів за нормами ХУМ Міжнародного геологічного конгресу. Після другої світової війни гірнича промисловість почала оснащуватись передовою технікою, що дозволяло розробляти нерентабельні на той час родовища. Так, черга дійшла і до Куу-Чекінського родовища. Детальна розвідка та вивчення можливості видобутку відкритим способом була проведена 1945 року з ініціативи колишнього начальника Головвуглерозвідки Цукурова М. М.
8 серпня 1967 року рішенням Карагандинського обласного виконкому селищу Кушоки Майузецької сільської ради Тельманського району було надано статус селища міського типу, Майузецька сільрада перетворена в Кушокинську селищну раду, а селище Майузек було передано у її підпорядкування. 10 березня 1972 року указом президії Верховної ради КазРСР смт Кушоки було передане до складу Молодіжного району. 10 травня 1978 року рішенням Карагандинського обласного виконкому селище Откормче Трудової сільради та селище Сінокосне Туздинської сільради були передані до складу Кушокинської селищної ради. 23 травня 1990 року рішенням Карагандинського обласного виконкому смт Кушоки було передане до складу Тельманського району, а 23 травня 1997 року район був ліквідований і селище увійшло до складу Бухар-Жирауського району.